# Produksi Film Negara
Produksi Film Negara est une société de production cinématographique d'État indonésienne fondée en 1949 à Jakarta.